# Spey
River Spey (engelska) eller Uisge Spè (skotsk gaeliska) är en flod i nordöstra Skottland, öster och söder om Inverness, och är den näst längsta och snabbast strömmande floden i Skottland. 

## Mänsklig historia
Floden är av betydelse för laxfiske och whiskyproduktion. Floden har gett namn åt whiskydistriktet Speyside.